# Атмосфера (единица измерения)
Атмосфера — внесистемная единица измерения давления, приблизительно равная атмосферному давлению на поверхности Земли на уровне Мирового океана. Примерно равна давлению 10 метров воды.
Существуют две примерно равные друг другу единицы с таким названием:
- Техническая атмосфера (русское обозначение: ат; международное: at) — равна давлению, производимому силой в 1 кгс, равномерно распределённой по перпендикулярной к ней плоской поверхности площадью 1 см2. В свою очередь сила в 1 кгс равна силе тяжести, действующей на тело массой 1 кг при значении ускорения свободного падения 9,80665 м/с2 (нормальное ускорение свободного падения): 1 кгс = 9,80665 Н. Таким образом, 1 ат = 98 066,5 Па точно[1][2].
- Нормальная, стандартная или физическая атмосфера (русское обозначение: атм; международное: atm) — равна давлению столба ртути высотой 760 мм на его горизонтальное основание при плотности ртути 13 595,04 кг/м3, температуре +15 °C и при нормальном ускорении свободного падения 9,80665 м/с2. В соответствии с определением 1 атм = 101 325 Па = 1,033233 ат[1][2].

В настоящее время Международная организация законодательной метрологии (МОЗМ) относит оба вида атмосферы к тем единицам измерения, «которые должны быть изъяты из обращения как можно скорее там, где они используются в настоящее время, и которые не должны вводиться, если они не используются».
В Российской Федерации к использованию в качестве внесистемной единицы допущена только техническая атмосфера с областью применения «все области». Существовавшее ранее ограничение срока действия допуска 2016 годом отменено в августе 2015 года.
Ранее использовались также обозначения ата и ати для абсолютного и избыточного давления соответственно (выраженного в технических атмосферах). Избыточное давление — разница между абсолютным и атмосферным (барометрическим) давлением при условии, что абсолютное давление больше атмосферного: Ризб = Рабс − Ратм. Разрежение (вакуум) — разница между атмосферным (барометрическим) и абсолютным давлением при условии, что абсолютное давление меньше атмосферного: Рвак = Ратм − Рабс.
|               | Паскаль (Pa, Па) | Бар (bar, бар) | Техническая атмосфера (at, ат) | Физическая атмосфера (atm, атм) | Миллиметр ртутного столба (мм рт. ст., mm Hg, Torr, торр) | Миллиметр водяного столба (мм вод. ст., mm H2O) | Фунт-сила на квадратный дюйм (psi) |
| 1 Па          | 1                | 10−5           | 1,01972⋅10−5                   | 9,8692⋅10−6                     | 7,5006⋅10−3                                               | 0,101972                                        | 1,4504⋅10−4                        |
| 1 бар         | 105              | 1              | 1,01972                        | 0,98692                         | 750,06                                                    | 10197,2                                         | 14,504                             |
| 1 ат          | 98066,5          | 0,980665       | 1                              | 0,96784                         | 735,56                                                    | 104                                             | 14,223                             |
| 1 атм         | 101325           | 1,01325        | 1,03323                        | 1                               | 760                                                       | 10332,3                                         | 14,696                             |
| 1 мм рт. ст.  | 133,322          | 1,3332⋅10−3    | 1,3595⋅10−3                    | 1,3158⋅10−3                     | 1                                                         | 13,595                                          | 0,019337                           |
| 1 мм вод. ст. | 9,80665          | 9,80665⋅10−5   | 10-4                           | 9,6784⋅10-5                     | 0,073556                                                  | 1                                               | 1,4223⋅10-3                        |
| 1 psi         | 6894,76          | 0,068948       | 0,070307                       | 0,068046                        | 51,715                                                    | 703,07                                          | 1                                  |